# Bruguerola
La bruguerola (Calluna vulgaris) és l'única espècie del gènere Calluna de la família de les ericàcies. És un arbust que es pot trobar a gran part d'Europa encara que a la zona mediterrània no és massa freqüent. També la podem localitzar a altres zones com Àsia Menor (Turquia) i, més esporàdicament, al Marroc. A Catalunya prolifera sobretot als Pirineus i als Prepirineus tot i que també és abundant a la zona de Les Gavarres.
També rep el nom de bruga, brossa, bronsa o sap. L'origen del nom genèric Calluna deriva de la paraula grega « καλλύνω », kallúnô, que significa « adornar, decorar, embellir ». l'epítet específic vulgaris prové de la paraula en llatí "comú".

## Ecologia i distribució
La bruguerola és una planta que viu en brolles, landes i matollars. Creix en sòls acidòfils, no calcaris i assolellats. És més freqüent trobar-la a les landes seques i als clars dels boscos encara que tampoc és estrany trobar-la en zones opaques. Es pot localitzar des del nivell del mar fins als 2600 metres (estatge alpí), tot i que és més usual trobar-la en zones muntanyoses. La presència d'aquesta planta en un bosc representa un gran empobriment del sòl d'aquest.
Pot formar landes de gódua (Sarothamnus scoparius) i bruguerola, on és la planta dominant, però també viu a brolles d'estepes i brucs (terra baixa), i particularment a l'estatge alpí, a les pinedes de pi negre, i a les landes de bàlec, o les de neret i nabiu, i fins i tot als prats alpins.

### Distribució
És present a pràcticament tot Europa, de nord a sud i d'est a oest, i també a Sibèria, a l'Altai i a Turquia, com també al Marroc. S'ha naturalitzat a Austràlia, a Nova Zelanda (on ha esdevingut una espècie invasora), al Canadà i als EUA.
Als Països Catalans, s'estén pel nord del Principat, i al País Valencià es troba al massís del Penyagolosa, a la comarca de l'Alcalatén.

## Morfologia

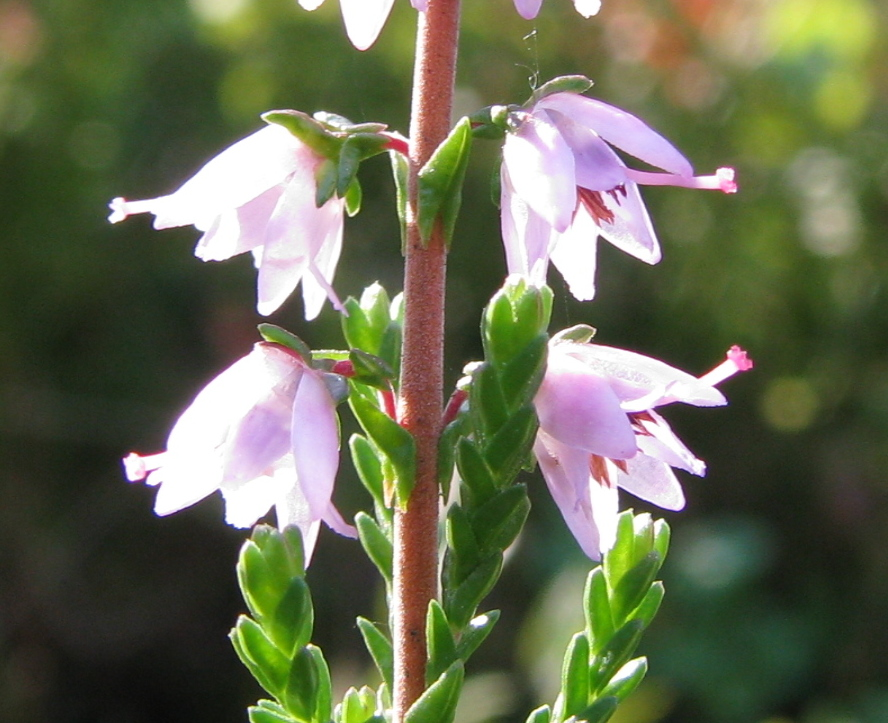
Detall de la tija i les fulles

És un arbust que oscil·la entre els 20 i 100 cm d'alçada, sempre molt ramificat. La seva forma vital pot ser de tipus camèfit o nanofaneròfit depenent de la seva alçada. Tenen un tipus d'arrel fasciculada la característica de la qual és que les arrels secundàries creixen tant o més que la principal. La seva ramificació és simpòdica, és a dir, la tija principal té una gemma apical que actua només durant un any, són les gemmes més pròximes les que s'encarregaran de prolongar la tija a partir de llavors. La tija en si és de tipus llenyosa. La fulla de bruguerola és perenne, la seva forma és lanceolato-linear i la seva divisió del marge és entera. La seva mida oscil·la entre l'1 i els 3 mm de llarg, té la textura lleugerament carnosa i la inserció a la tija és de forma sèssil, d'aquesta manera la disposició de les fulles damunt la tija serà decussada: una davant de l'altra (en sentits oposats) i cada “pis” amb el següent, en la direcció oposada. Les fulles són disposades de forma imbricada, sobretot a les branques estèrils, on es disposen en 4 files. Tota la família de les ericàcies presenta una pilositat abundant que els dona un tacte molt sovint aspre.

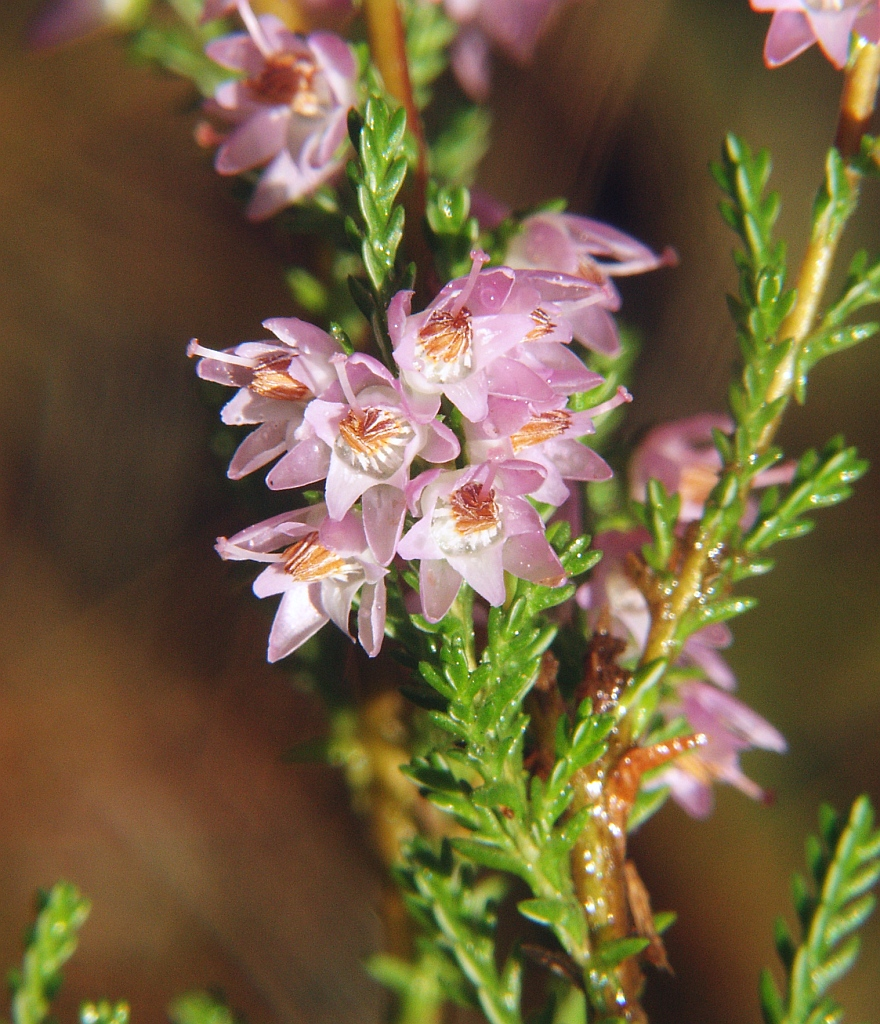
Detall de la flor

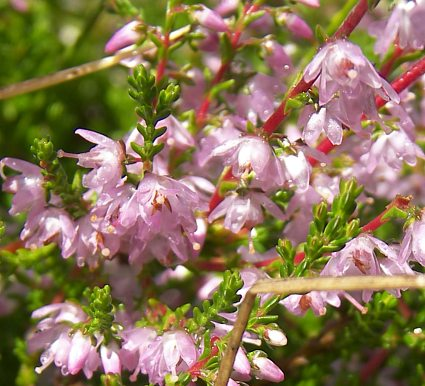
La flor

La flor és hermafrodita i presenta un cal·licle a la base format per entre 6 i 8 bràctees. El calze consta de 4 sèpals d'uns 3 o 4 mm, de color rosat (o rarament blanc), lliures i ovalats. La corol·la està formada per 4 pètals, és campanulada, fa uns 2 o 3 mm i és d'un color rosa viu. L'androceu consta de 8 estams on cada un té un filament rosat i una antera apendicular marró amb dos apèndixs blanquinosos i teques divergents d'àpex agut. El gineceu consta d'un pistil amb un ovari vermellós de 8 costelles previstes de pèl i un estil que acaba amb una superfície més o menys eixamplada anomenada estigma. Les inflorescències de la bruguerola són racemoses, espiciformes, terminals i multiflores. Té un tipus de fruit simple denominat en càpsula d'1 a 2,5 mm que conté nombroses llavors el·lipsoides de 0,5 a 0,7 mm.

## Farmacologia
Les parts de la bruguerola que s'utilitzen com a droga són els extrems florits de la planta.

### Composició química
Els principis actius d'aquesta planta són:
- Arbutina.
- Hidroquinona.
- Glucòsids flavonoides: quercitrina, miricitrina, kaempferol i taxifolina.[9]
- Tanins: tanins catèquics (3-7%) com catequina i epicatequina. També proantocianidines oligomèriques.[9]
- Triterpens. Àcid ursòlic (2,5%).[10]
- Esteroides.[9]

### Usos medicinals
La Comissió E del ministeri de sanitat alemany no ha aprovat cap ús per a la bruguerola.

### Usos tradicionals
- Per a tractar l'artritis.[8]
- En cas de diarrea.[8]
- Les infusions s'utilitzen per als refredats, i sobretot, per les malalties de tipus reumàtic (possibles alteracions que pot sofrir la bufeta urinària i els ronyons).[11]
- L'ús tòpic és freqüent per a les ferides, èczemes, úlceres, gingivitis o vulvovaginitis.[8][11]

### Mode d'administració
Es fan servir infusions, extractes fluids i secs, tintures i banys.

#### Via interna
1. Infusió: (1.5-3.0 g/250 ml/8 hores) Infusionar 10 minuts (un litre al dia).
2. Extracte fluid (1:1): 25-50 gotes, una a tres vegades al dia.
3. Tintura (1:10): 50-100 gotes, una a tres vegades al dia.
4. Extracte sec (5:1): 300 a 1.000 mg/dia.

#### Via externa
1. Bany: 500 grams a l'aigua del bany.
És recomanable realitzar tractaments discontinus (no més d'una setmana) per a evitar el possible efecte hepatotòxic de les hidroquinones. També una ingesta adequada de líquid (fins a 2 litres diaris) per tal d'evitar la deshidratació de l'individu.

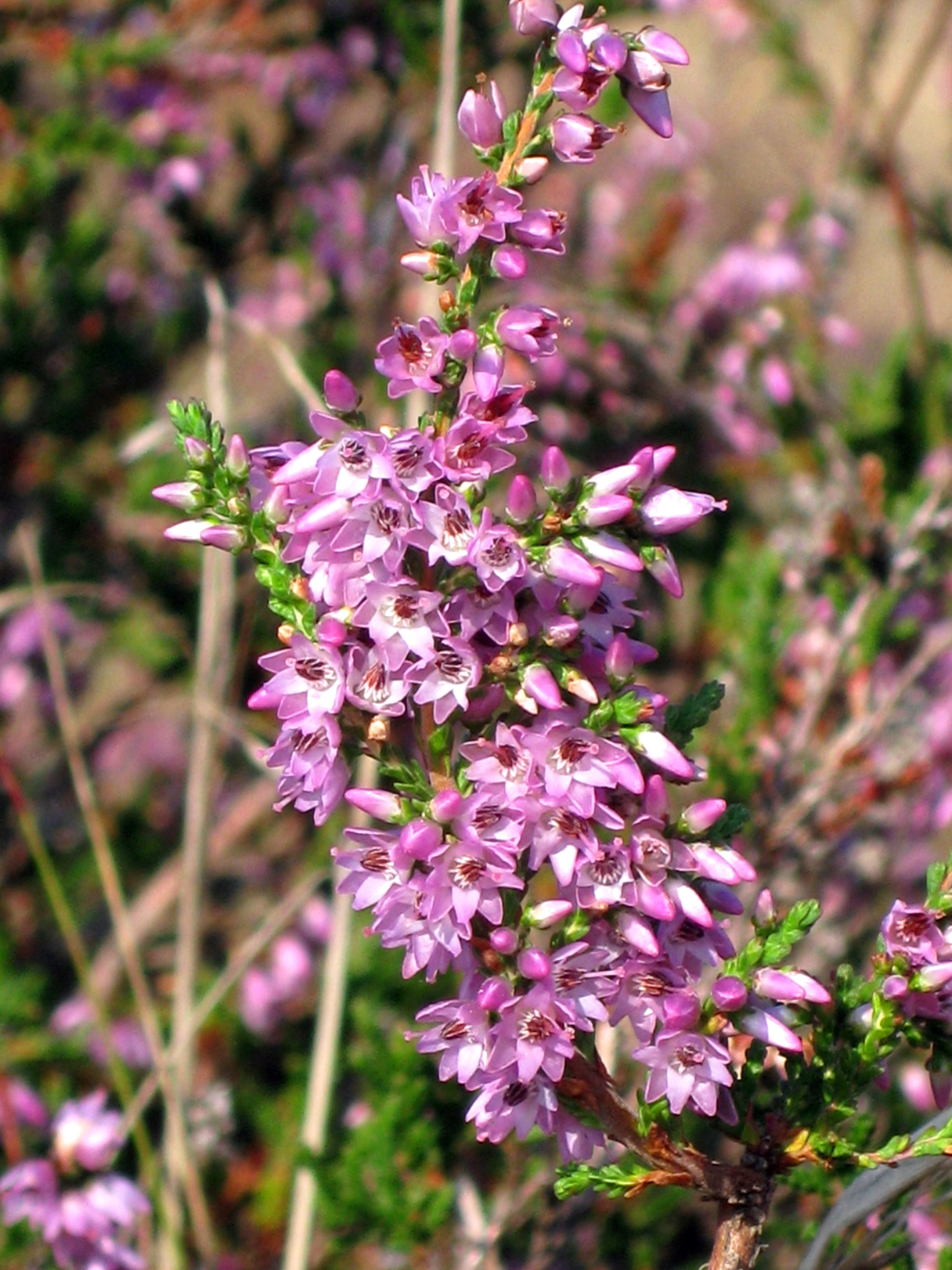
Detall de la inflorescència

### Accions farmacològiques
Destaca sobretot com a:
- Diürètic,[8] gràcies als flavonoides.
- Antisèptic, l'arbutina és hidrolitzada pels bacteris per convertir-se en hidroquinona, un potent antisèptic urinari.
- Antiinflamatori.
- Astringent, gràcies als tanins.

### Contraindicacions
Hipersensibilitat a qualsevol component de la planta.
Cal dosificar o evitar el seu ús en casos com la lactància, l'embaràs i els infants.

#### Lactància i embaràs
No és recomanable el seu ús durant l'embaràs o la lactància a causa del possible efecte hepatotòxic de les hidroquinones.
Durant l'embaràs només s'accepta el seu ús a falta de modes més segurs. S'ignora com afectar la llet materna, per tant també es recomana suspendre'n l'administració durant la lactància o per contra, suspendre la lactància.

#### Infants
A falta de coneixement sobre la seguretat i efectivitat de la bruguerola als infants, no se'n recomana l'ús als menors de 12 anys.

### Toxicitat
La toxicitat de Calluna vulgaris no està definida, per això, la Comissió E recomana d'evitar-ne ús terapèutic fins que la seva efectivitat estigui suficientment documentada. Cal tenir en compte que aquesta planta està contraindicada en cas de gastritis o úlcera gastroduodenal.

## Cultiu
Per a cultivar la bruguerola són necessaris espais assolellats i poca aigua. És convenient que al començar i en finir l'època de creixement, és a dir, a la primeria de primavera i a la fi d'estiu, s'hi afegeixi una mica d'adob orgànic. També cal tenir en compte que es pot veure afectada per fongus provocats per un excés d'humitat. La seva floració es troba entre començos de juliol a l'alta muntanya i ja entrada la tardor a la terra baixa. La bruguerola s'utilitza molt en jardineria com a planta ornamental.

## Ús alimentari
Es pot destacar la qualitat de la mel que s'obté a partir del nèctar de les flors de bruguerola. La mel de bruguerola és utilitzada a nivell industrial i és un dels tipus que pot arribar a ser considerada, si la proporció del seu pol·len és suficient, mel monofloral.

## Galeria d'imatges

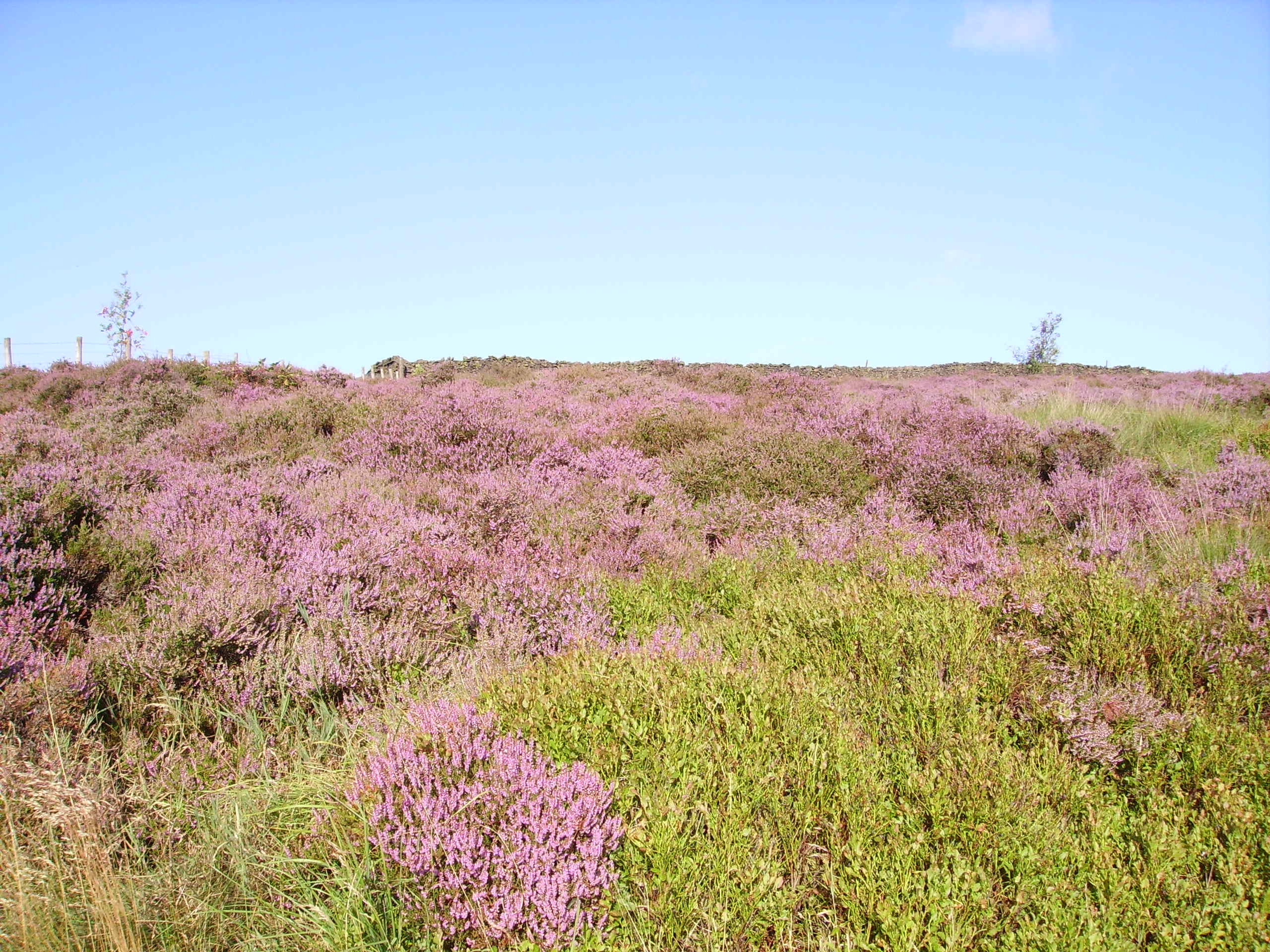
Camp de brugueroles
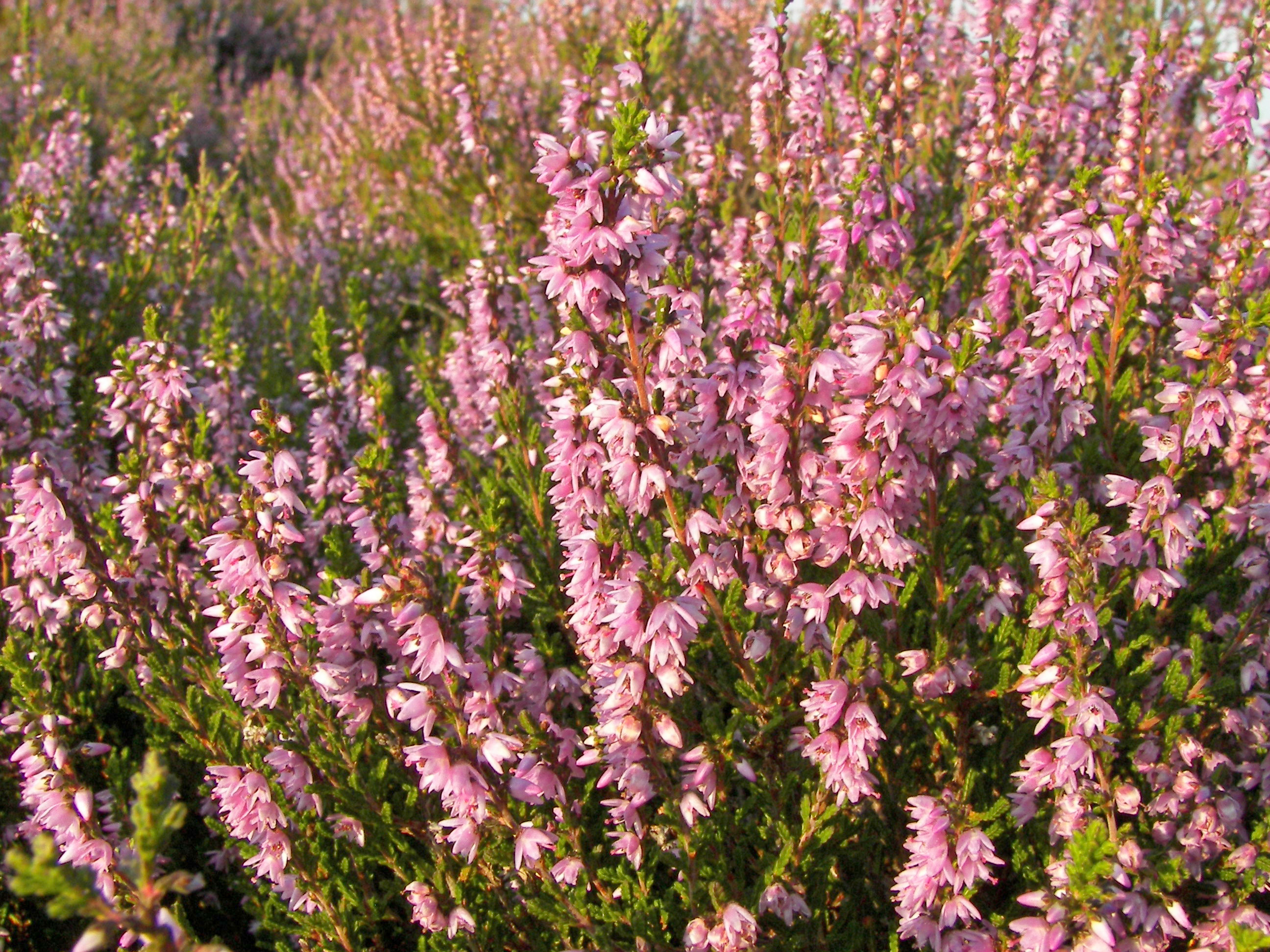
Landes de bruguerola
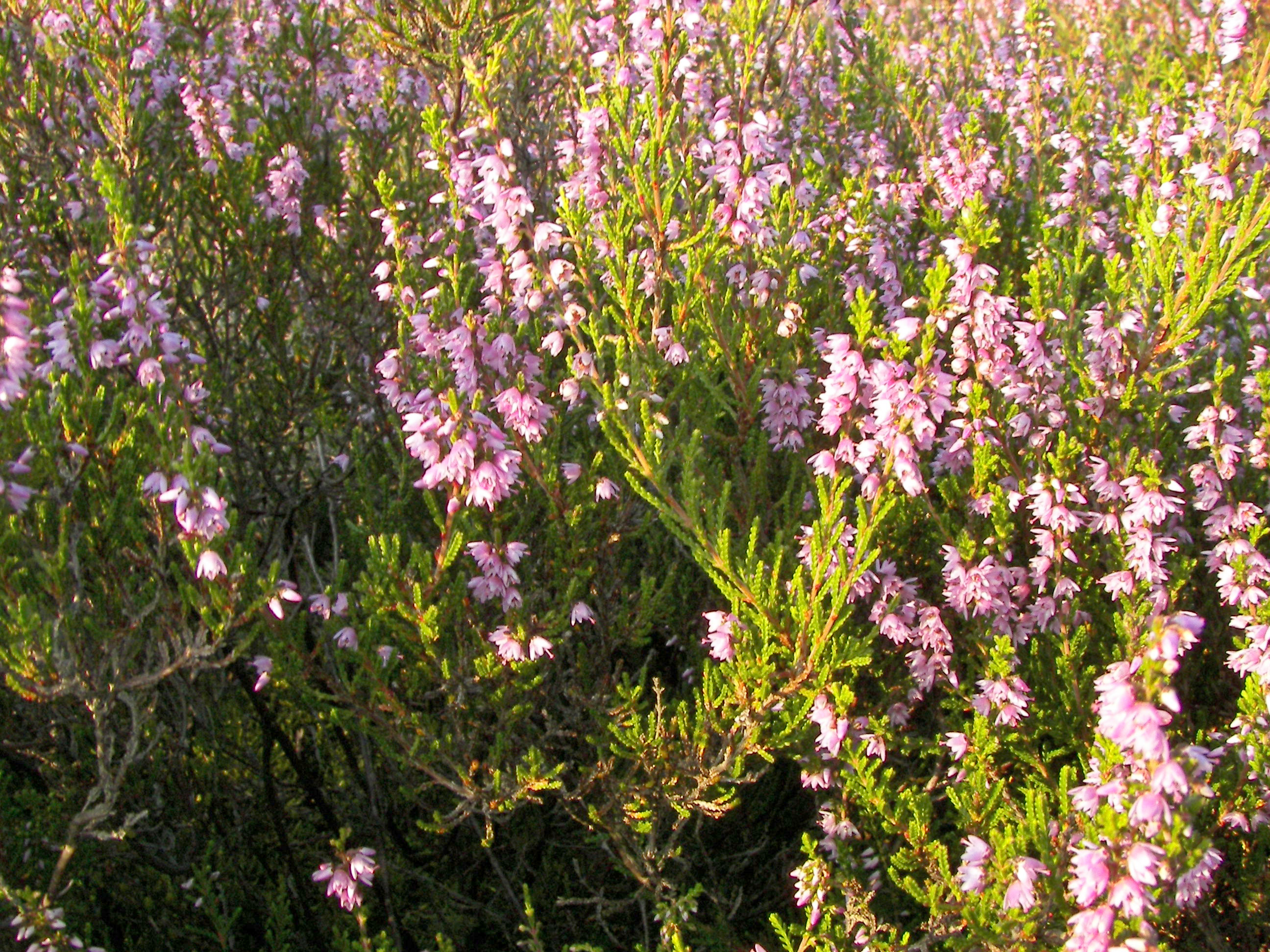
Landes de bruguerola
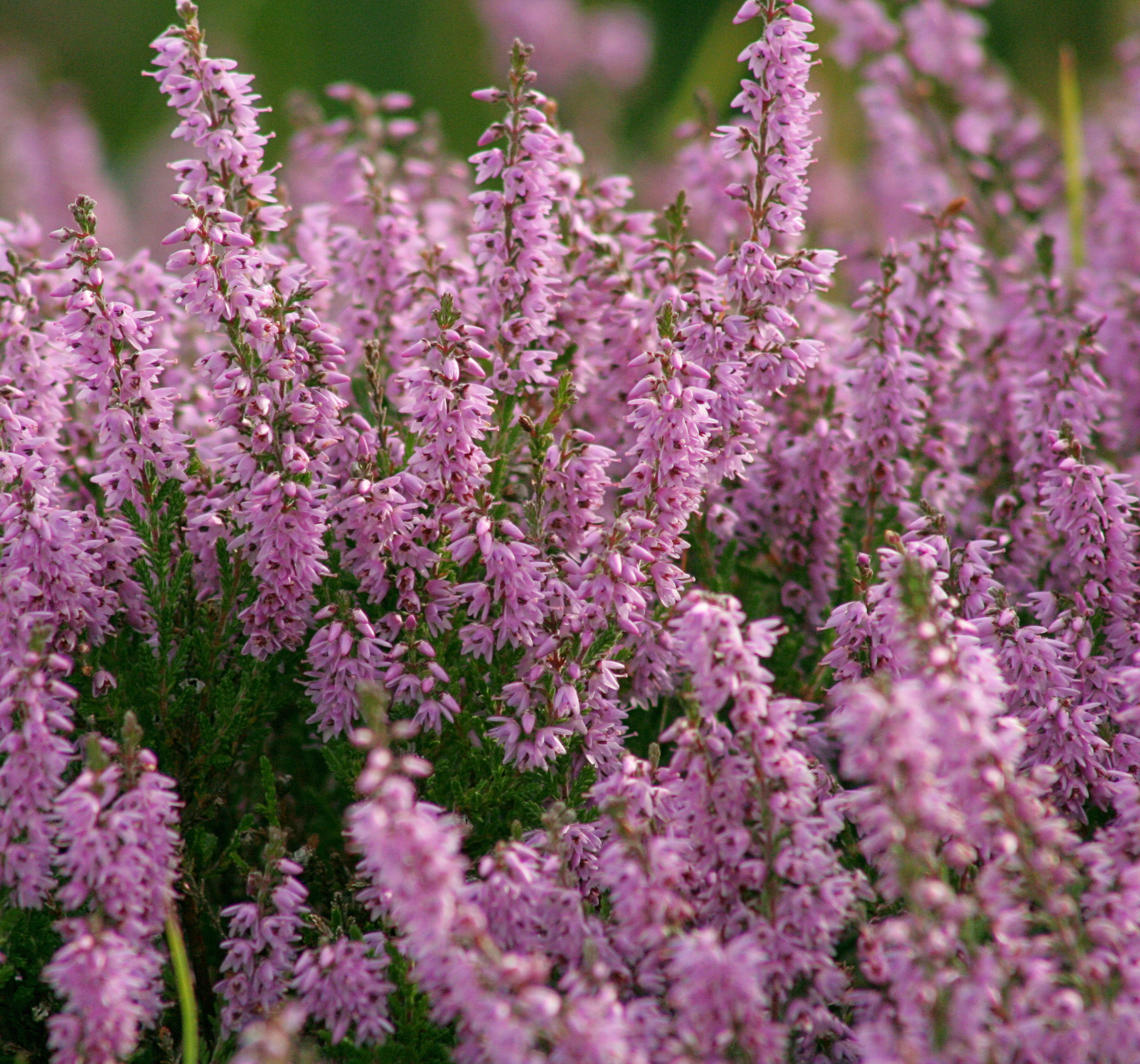
Subunitats florides
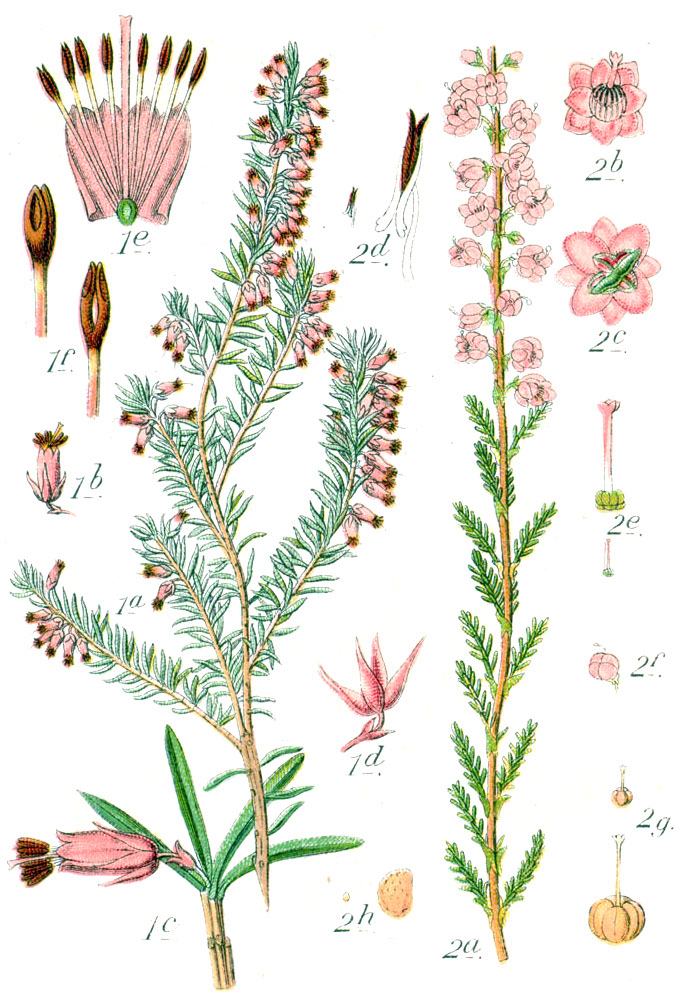
Esquema detallat de la planta
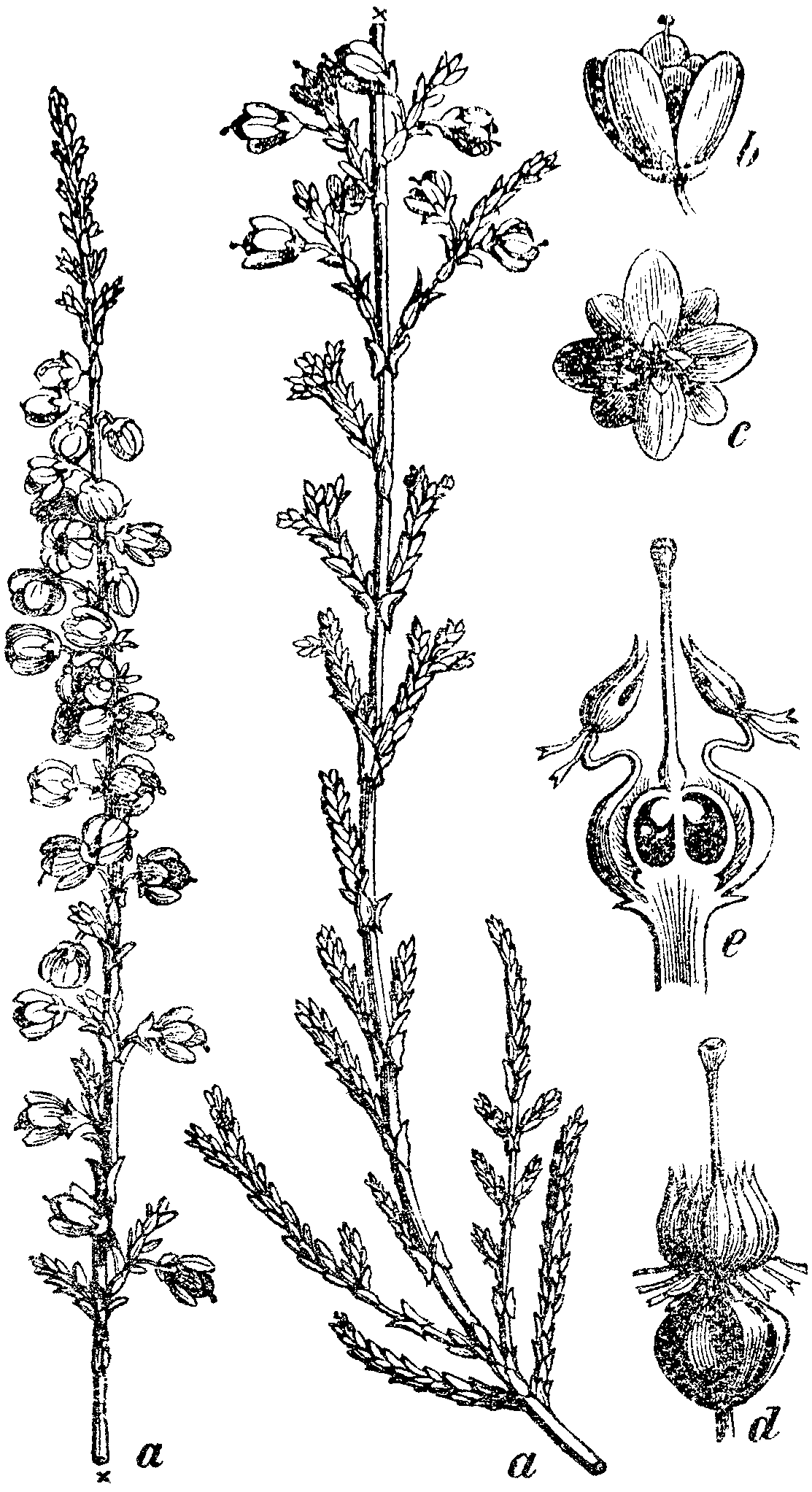
Esquema detallat de la planta